# MH 36. Gábor Áron Páncéltörő Tüzérdandár
A Magyar Honvédség 36. Gábor Áron Páncéltörő Tüzérdandár, a Magyar Honvédség 2001-ben felszámolt ezrede volt.

## A szervezet rövid története
Az alakulat 1950. november 1-jén alakult meg dandár parancsnokságként a RÁKÓCZI-hadrend szerint, Sárbogárdon a Magyar Néphadsereg Tüzérfőnök közvetlen alárendeltségében. 1952-ben települt át a kiskunhalasi Gábor Áron Laktanyába. Mint magasabbegység parancsnokság alárendeltségébe került a kiskunhalasi 17. Páncéltörő Tüzérezred, a sárbogárdi, majd kiskunmajsai 62. Páncéltörő Tüzérezred, illetve a kecskeméti, majd jánoshalmai 91. Páncéltörő Tüzérezred. Ekkortájt a dandárok több ezredből álltak.
1953-tól a Magyar Néphadsereg nagyarányú visszafejlesztése következett. Ennek megfelelően alakulatok szűntek meg. A 36. Páncéltörő Tüzérdandár Parancsnokság is átalakításra került. Új megnevezése MN 36. Önálló Páncéltörő Tüzérezred lett. Az 1956-os forradalom után újra átalakításon esett át a Magyar Néphadsereg. ennek következtében a Tüzérfőnök alárendeltségében, de közvetlenül a 30. Tüzérdandár Parancsnokság önálló alakulata lett.
Ezt követően felállításra került az 5. Hadsereg Parancsnokság, aminek közvetlen hadsereg közvetlen alakulata lett.
Az alakulat fegyverzete fennállása alatt folyamatosan változott. A páncéltörő ágyúkat (1942M 45 mm-es, 1943M 57 mm-es, 1942M 76 mm-es) folyamatosan cserélték, illetve egészítették ki az 1960-es évektől kezdődően a páncéltörő rakétakomplexumok, pl. a 3M6 Smel. Az 1970-es években kapott Maljutka-P és Konkursz önjáró rakétakomplexumokat. Majd később 1984-től folyamatosan érkeztek be a 100 mm-es MT-12-es típusú páncéltörő ágyúk.

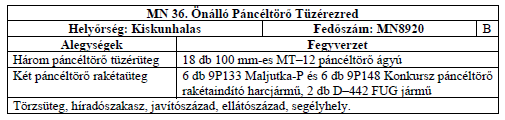
MN 36. Önálló Páncéltörő Páncéltörő Tüzérezred szervezete az 1980-as években

1987-ben a RUBIN feladat következtében, ami eltörölte a hadsereg-hadosztály-ezred szerveződést, és helyette a hadsereg-hadtest-dandár szerveződést részesítette előnyben az alakulat kibívítésre került, de megmaradt hadsereg közvetlen alakulatként.

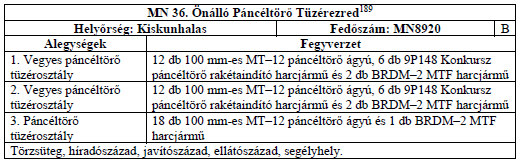
MN 36. Önálló Páncéltörő Páncéltörő Tüzérezred szervezete 1987. után

1989-ben az ezredet dandárrá fejlesztették. Megerősítésre kerültek a harcoló, harcbiztosító és kiszolgáló alegységek. A vegyes páncéltörő osztályok szervezetében lévő ütegeknél a komplexumok számát 6-ról, 9-re növelték. Az 1. és 2. osztálynál 9-9 db Konkursz, míg a 3. osztálynál 9 db Maljutka-P önjáró rakétakomplexum szerepelt.
1995-ben az alakulatot ismét ezreddé alakították át. 1993-tól az alakulat felszámolásáig Benkő Tibor, későbbi Honvéd Vezérkar főnök irányította az alakulatot.
2001. június 30-án, jogutód nélkül került felszámolásra.